# Майдан (Мордовия)
Майдан — поселок в составе Сабаевского сельского поселения в Кочкуровском районе республики Мордовия.

## География
Находится на расстоянии примерно 10 километров по прямой на восток-юго-восток от районного центра села Кочкурово.

## История
Основан в 1922 году переселенцами из села Сабаево. В 1931 году в поселке было учтено 50 дворов.

## Население
Постоянное население составляло 26 человек (мордва-эрзя 81 %) в 2002 году, 3 в 2010 году.